# Гацько
Гацько (босн. Gacko, серб. Гацко / Gacko, хорв. Gacko) — місто на південному сході Боснії і Герцеговини. Адміністративний центр однойменної громади в регіоні Требинє Республіки Сербської.

## Географія
Місто розташоване біля кордону Чорногорії і підніжжя гори Б'єлашниця.

## Населення
Чисельність населення міста за переписом 2013 року склала 5 784 чоловік, громади — 9 734 осіб.
Етнічний склад населення міста за переписами населення:
| Рік перепису | Всього | Серби (див. Серби в Боснії і Герцеговині) | Боснійці        | Хорвати (див. Хорвати Боснії і Герцеговини) | Югослави    | Інші        |
| ------------ | ------ | ----------------------------------------- | --------------- | ------------------------------------------- | ----------- | ----------- |
| 1991         | 4,584  | 2,253 (49.14 %)                           | 2,144 (46.77 %) | 28 (0.61 %)                                 | 78 (1.70 %) | 81 (1.76 %) |